# Scaphiophora
Scaphiophora Schltr. – rodzaj wieloletnich, myko-heterotroficznych roślin bezzieleniowych z rodziny trójżeńcowatych (Burmanniaceae), obejmujący 2 gatunki: Scaphiophora appendiculata (Schltr.) Schltr., endemiczny dla Nowej Gwinei, i Scaphiophora gigantea Jonker, endemiczny dla wyspy Luzon na Filipinach.
Nazwa naukowa rodzaju pochodzi od greckich słów σκάφη (skaphi – statek) i φθορά (fthora – nosić).

## Systematyka
Według APW (aktualizowany system APG IV z 2016) rodzaj należy do rodziny trójżeńcowatych (Burmanniaceae), w rzędzie pochrzynowców (Dioscoreales) w obrębie kladu jednoliściennych (monocots).